# NZR classe K (1877)
A classe de locomotivas NZR classe K Rogers foram os primeiros exemplos de locomotivas estadunidenses a serem usadas nas ferrovias da Nova Zelândia.

## Lista de Locomotivas
| Obs: | Em Serviço | Alugadas para ARTA | Retirada | Preservada | Em Reparo | Desmontada |

| Número | Construtor              | Número de fábrica | Entrada em serviço     | Retirada         | Notas |
| ------ | ----------------------- | ----------------- | ---------------------- | ---------------- | --- |
| 87     | Rogers Locomotive Works | 2455              | 9 de março de 1878     | Maio de 1922     | Chamada "Lincoln" depois de Abraham Lincoln. A caldeira parece ter ido para a Oxford Boiler Dump, em 1926. O tênder foi despejado em Bealey em 1926?, o frame parece ter sido despejado lá também.          |
| 88     | Rogers Locomotive Works | 2454              | 18 de março de 1878    | Novembro de 1926 | Chamada "Washington" depois de George Washington. Despejada no Oreti River, em 1928. Recuperada pela Southland Vintage Car Club em 1974, restauração feita pela Plains Vintage Railway em 1976. Em serviço. |
| 92     | Rogers Locomotive Works | 2468              | 16 de dezembro de 1878 | Junho de 1927    | Despejada na Mararoa Junction, 1928? Resgatada pela Fiordland Vintage Machinery Museum e restaurada pela Dunedin. Vendida para Colin Smith, em 1998, para a Waimea Plains Railway.                          |
| 93     | Rogers Locomotive Works | 2469              | 16 de dezembro de 1878 | Maio de 1922     | Despejada em Westfield, 1929? Possívelmente resgatada em 1930 e enviada ao Japão para desmonte. |
| 94     | Rogers Locomotive Works | 2470              | 16 de dezembro de 1878 | Novembro de 1926 | Despejada no Oreti River, 1928. Resgatada em 1986 por Plains Vintage Railway, armazenada. |
| 95     | Rogers Locomotive Works | 2471              | 14 de novembro de 1878 | Junho de 1927    | Despejada no Oreti River, 1928. O tênder desta agora esta conectado na K 88 com um novo corpo - as rodas possívelmente na Plains Railway também.                                                            |
| 96     | Rogers Locomotive Works | 2473              | 19 de novembro de 1878 | Maio de 1922     | Despejada em Westfield, 1929? Possívelmente resgatada em 1930 e enviada ao Japão para desmonte. |
| 97     | Rogers Locomotive Works | 2474              | 2 de novembro de 1878  | Novembro de 1926 | K 97 - Despejada no Oreti River, em 1928. As rodas entregues possívelmente a Plains Railway. |